# 陶东平
陶东平（1963年4月—）Dongping "Daniel" Tao ，江苏无锡人，教授。研究领域为表面化学、洁净煤技术、污水和尾矿处理等。中华人民共和国教育部第三批“长江学者”特聘教授，美国化学协会等协会会员。根据美国司法部及联邦调查局网站公示，陶东平于2015年2月承认一项电信欺诈罪名。根据其达成的认罪协议，陶承认在2010年至2013年期间，以欺诈手段从肯塔基大学获得了59,411.86 美元，从Georgia-Pacific公司获得2,280.00美元。陶东平还承认，他伪造和篡改发票用以显示虚构的费用，并将这些发票提交给大学及Georgia-Pacific 公司进行报销。根据美国司法部网站2015年6月11日公示，美国肯塔基东区地区法官Karen Caldwell以电汇欺诈罪判处时年52岁的陶东平有期徒刑一年，除此之外，陶还需支付10,000美元的罚款，需向肯塔基大学赔偿59,411.86 美元，并向他担任顾问的私人公司 Georgia-Pacific,LLC 赔偿2,280.00 美元。

## 生平
1983年7月获北京科技大学矿物加工工程学士，1986年7月获中国矿业大学矿物加工工程硕士，1994年8月获弗吉尼亚州立大学采矿和矿物工程专业博士。
1998年-2013年，任肯塔基大学采矿系终身教授；
2007年-2014年，在中国矿业大学化工学院担任教授；
2014年-2016年，任美国SNF-FloMin化工公司中国区总监；
2015年2月，与美国肯塔基东区地区法官Karen Caldwell达成认罪协议，罪名为电信欺诈；
2015年6月，被美国肯塔基东区法院判处一年刑期并处罚金及支付相应赔偿。
2017年-2019年，辽宁科技大学矿业学院“长江学者”特聘教授，矿业工程学院副院长。
2020年至今，任山东理工大学长江学者、资环学院院长。